# Burłaćke (obwód doniecki)
Burłaćke (ukr. Бурлацьке) – osiedle na Ukrainie, w obwodzie donieckim, w rejonie wołnowaskim, w hromadzie Komar. W 2001 liczyło 203 mieszkańców.